# Pavel Řezníček (Schauspieler)
Pavel Řezníček (* 11. Oktober 1966 in Brünn) ist ein tschechischer Schauspieler.

## Leben
Pavel Řezníček besuchte das Gymnasium in seiner Geburtsstadt Brünn. Während dieser Zeit spielte er in der Jugend von FC Zbrojovka Brünn. Im Alter von zwanzig Jahren spielte er in einer Aufführung von Die Brüder Karamasow im Theater Divadlo Husa na provázku. Er blieb am Theater und arbeitete weiterhin als Platzanweiser. Nach seiner Militärzeit fand er erneut eine Anstellung am Theater, dieses Mal am Brünner Stadttheater. Er entschied sich schließlich zum Schauspielstudium, das er 1999 erfolgreich an der Theaterfakultät der Akademie der Musischen Künste in Prag (DAMU) abschloss.
Während seiner Studienzeit spielte er an unterschiedlichen Theatern, darunter dem Nationaltheater Národní divadlo und dem Dejvické divadlo. Auch gab er 1995 in einer kleinen Nebenrolle als Miroslav in dem von Jan Schmidt inszenierten Märchenfilm Die verschwundene Prinzessin sein Leinwanddebüt.
Řezníček konnte sich insbesondere als Fernsehschauspieler für unterschiedliche Serienformate im Tschechischen Fernsehen etablieren. So verkörperte er Josef 'José' Pivoda in der Comedy-Serie Přístav. Er spielte Marek Jeřábek in der Comedy-Serie Obchoďák und Jáchym Tauber in der Krimiserie Profesor T.

## Filmografie
- 1995: Die verschwundene Prinzessin (Jak si zasloužit princeznu)
- 2002: Tatort: Heiße Grüße aus Prag
- 2006–2007: Letiště (Fernsehserie, 64 Folgen)
- 2012: Obchoďák (Fernsehserie, 32 Folgen)
- 2014–2015: Svatby v Benátkách (Fernsehserie, 66 Folgen)
- seit 2015: Ordinace v růžové zahradě 2 (Fernsehserie)
- 2015–2017: Přístav (Fernsehserie, 106 Folgen)
- 2016: Operation Anthropoid (Anthropoid)
- 2018: Profesor T. (Fernsehserie, acht Folgen)